# Шевкі Бекторе
Шевкі Бекторе (1888 Кавлаклар, Румунія — 1961 Туреччина) — кримськотатарський письменник, філолог та педагог.

## Біографія
Нородився у родині вчителя в Румунії. В п'ятирічномі віці з батьками переїхав до Туреччини. Вчився на факультеті релігії у Стамбулі. Був добровольцев у  війні на Балканах в 1912 році. Був викладачем у школі в Куру-Озень, у вчительському технікумі в Тотайкої. Згодом працював вчителем в Дагестані та Туркменістані. 1932 року був засуджений до 10 років позбавлення волі за звинуваченням у націоналізмі. Після звільнення з в'язниці жив в Узбекистані і намагався одержати турецьке громадянство. Лише 1956 року зміг переїхати до Стамбулу.

## Твори
- Поетична збірка «Ергенекон» (1920)
- «Татарджа сарф ве нахъв» («Граматика і синтаксис кримськотатарської мови»)
- «Татар элифбеси» («Кримськотатарський алфавіт», 1925)
- «Туркмен тилининъ сарфы» («Граматика туркменської мови», 1927)
- Книга спогадів «Волга къызыл акъаркен» («Коли Волга тече кров'ю», 1965)